# Peter Kretschmer
Peter Kretschmer (Schwerin, Mecklemburgo-Pomerânia Ocidental, 15 de fevereiro de 1992) é um canoísta alemão especialista em provas de velocidade.

## Carreira
Foi vencedor da medalha de ouro em C-2 1000 m em Londres 2012 junto com o seu companheiro de equipe Kurt Kuschela.